# Luka (Bor)
Luka (em cirílico:Лука) é uma vila da Sérvia localizada no município de Bor, pertencente ao distrito de Bor, na região de Timočka Krajina. A sua população era de 812 habitantes segundo o censo de 2002.

## Demografia
| 1948  | 1953  | 1961  | 1971 | 1981 | 1991 | 2002 |
| ----- | ----- | ----- | ---- | ---- | ---- | ---- |
| 1 082 | 1 093 | 1 022 | 936  | 849  | 702  | 812  |